# Max Seiffert
Max Seiffert (* 9. Februar 1868 in Beeskow; † 13. April 1948 in Schleswig) war ein deutscher Musikwissenschaftler und Herausgeber Alter Musik. 

## Leben
Max Seiffert, der Sohn eines Lehrers, studierte in Berlin bei Philipp Spitta. Seine Dissertation trug den Titel Jan Pieterszoon Sweelinck und seine direkten deutschen Schüler (Berlin, 1891). Als ständiger Sekretär der Preußischen Denkmälerkommission gab Seiffert 1892 den ersten Band der Denkmäler deutscher Tonkunst (DDT) heraus. In Berlin unterrichtete er ab 1909 an der Hochschule für Musik und an der Akademie für Kirchen- und Schulmusik. 1918 gehörte er mit Johannes Wolf und Max Schneider zu den Gründern und ersten Herausgebern der Zeitschrift Archiv für Musikwissenschaft. 1928 erhielt er die Ehrendoktorwürde (Dr. theol. h. c.) der Christian-Albrechts-Universität zu Kiel.
Nach der „Machtergreifung“ der Nationalsozialisten war Seiffert ab 1935 Mitglied der NSDAP. Von 1935 bis 1942 war er Direktor des Staatlichen Instituts für deutsche Musikforschung, das er bereits seit 1921 kommissarisch als „Fürstliches Forschungsinstitut für Musikwissenschaft“ in Bückeburg geleitet hatte. Sein Nachfolger wurde Hans Albrecht, der das Institut bis zu dessen Schließung 1944 leitete. 1938 erhielt er die Goethe-Medaille für Kunst und Wissenschaft. Nach dem Zweiten Weltkrieg lebte er in Schleswig, wo er 1948 starb.

## Werk
Max Seifferts Bedeutung für die Musikwissenschaft liegt vor allem in seiner vielfältigen Herausgebertätigkeit. Unter anderem edierte er Werke von Johann Sebastian Bach, Dietrich Buxtehude, Johann und Johann Philipp Krieger, Liebhold, Leopold Mozart, Johann Pachelbel, Jan Pieterszoon Sweelinck, Georg Philipp Telemann, Franz Tunder, Samuel Scheidt, Johann Gottfried Walther, Matthias Weckmann und Friedrich Wilhelm Zachow. 
Briefe von Max Seiffert befinden sich im Bestand des Leipziger Musikverlages C. F. Peters im Staatsarchiv Leipzig.